# Rheinbrücke Breisach
Die Rheinbrücke Breisach überspannte im Mittelalter bei Breisach den Rhein. Sie war bereits 1263 vorhanden und im Hochmittelalter die einzige feste Rheinbrücke zwischen Basel und der Nordsee. Eine Abbildung von 1555 zeigt sie auf Pfählen ruhend, ohne Geländer und ohne Zugbrücke. Auf der ersten nahen Rheininsel stand 1555 ein vierseitiger Torturm, der den Zugang zur Brücke bewachte und verteidigte. Ähnlich wie die Lange Bruck bei Straßburg nutzte sie eine Rheininsel zur Flussquerung und hatte auf dem Gegenufer einen Brückenkopf.

## Geschichte

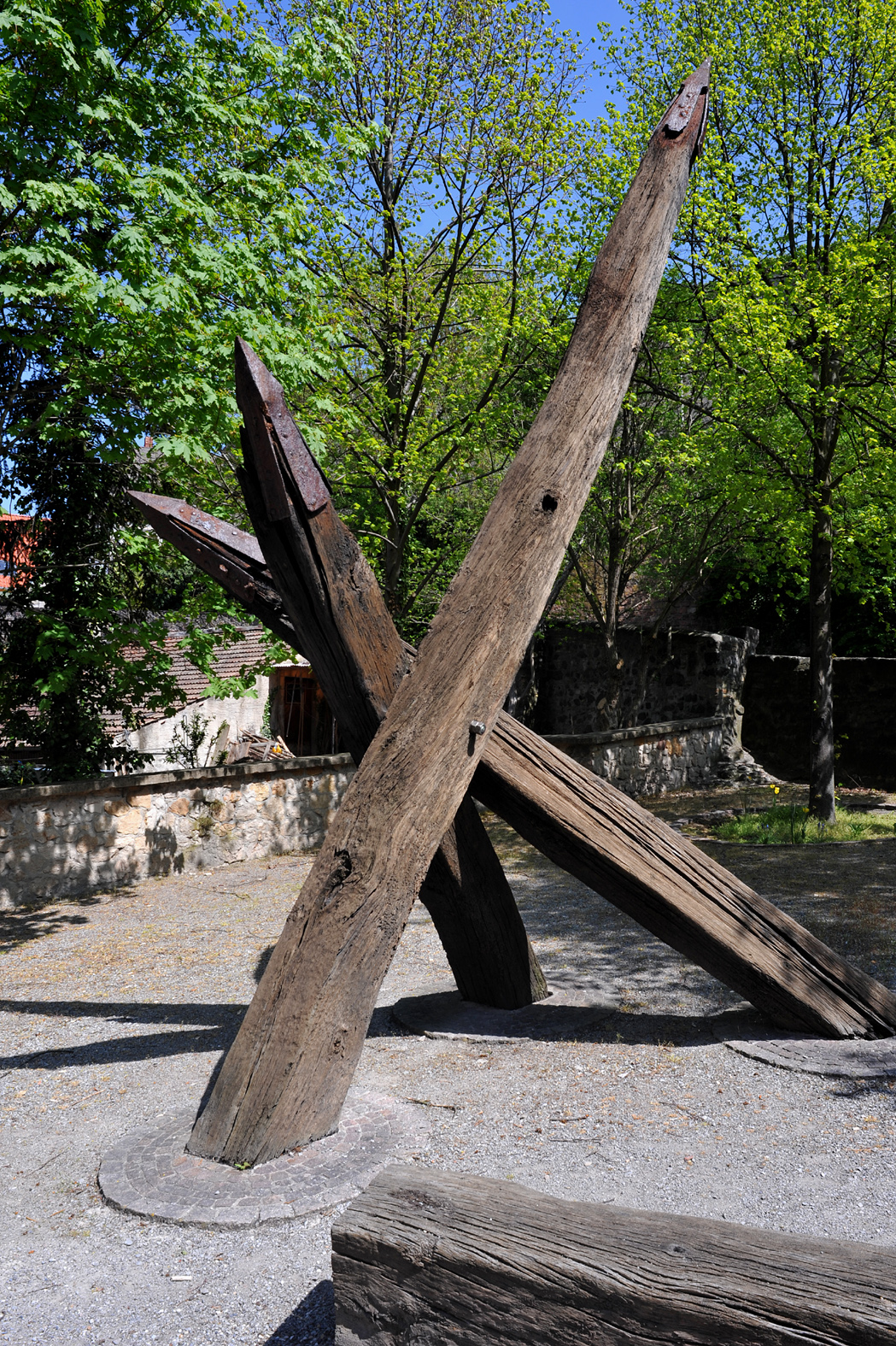
Pfeiler der Rheinbrücke, aufgebaut beim Rheintor in Breisach

Bei Breisach hatte bereits in römischer Zeit eine Brücke den Rhein überspannt. Die früheste Erwähnung der hochmittelalterlichen festen hölzernen Rheinbrücke findet sich 1263, anscheinend war sie bereits 1212 vorhanden. Der Rhein hatte sie 1283 weggerissen, weshalb die Stadt Breisach vom Fürstabt des Klosters Murbach 15 Pfund Denare erhob. Im Jahr 1298 hat König Adolf von Nassau die Brücke öfters benützt. Am 3. August 1302 wurde bei einem Hochwasser die Brücke zerstört. Die offenkundig wieder aufgebaute Brücke überstand die Überschwemmung 1424, während bei dem Hochwasser 1566 fünf Joche der Brücke weggerissen wurden. Vor den Brückenpfeilern, einen Pistolenschuss weit stromaufwärts, standen hölzerne Eisbrecher. An einem derselben fuhr sich in der Nacht am 11. Juni 1638 eines der Brandschiffe fest, welches Bernhard von Weimar von Neuenburg am Rhein abgehen ließ, um die Brücke in Brand zu setzen. Es verbrannte und verschoss seine Granaten wirkungslos. Im Jahr 1700 wurde die alte Rheinbrücke zerstört.